# Rod Arrants
Rodney Allen Arrants (* 5. September 1944 in Los Angeles, Kalifornien; † 21. Februar 2021 in Kalifornien) war ein US-amerikanischer Schauspieler.

## Leben
Rod Arrants wurde 1944 in Los Angeles geboren und studierte an der University of California, Berkeley und der University of the Pacific (UOP).
Mitte der 1960er Jahre studierte er zunächst Theologie mit dem Schwerpunkt Kongregationalismus und später Politik, entschied sich dann aber für die Schauspielerei.
Vom 28. August 1965 bis zur Scheidung im Jahr 1976 war Arrants mit Beverle Bava verheiratet. Aus der Ehe mit Bava stammt ein gemeinsamer Sohn. Ab 18. August 1979 war er in zweiter Ehe mit der Schauspielerin Patricia Estrin verheiratet, die er während der Dreharbeiten zu Lovers and Friends kennengelernt hatte; die Ehe wurde 1992 geschieden.
Er verstarb im Alter von 76 Jahren und lebte zuletzt in Alameda.

## Karriere
Nach seinem Studium schloss sich Arrants Ende der 1960er Jahre dem American Conservatory Theater (ACT) an und spielte zunächst an Theatern an der kalifornischen Westküste.
Seine 36 Jahre umfassende Karriere vor der Kamera begann 1970 mit einer Rolle in dem Film Fools an der Seite von Jason Robards und Katharine Ross.
In dieser Zeit wechselte er zwischen der Arbeit auf der Bühne und vor der Kamera und pendelte zwischen Los Angeles und San Francisco, war aber auch in Werbespots zu sehen und zeitweise ohne Beschäftigung. Im Herbst 1976 bekam er ein Angebot für die neue Seifenoper Lovers and Friends von NBC und zog mit seinem Sohn Dylan im Dezember desselben Jahres nach New York City; dort lernte er seine zweite Ehefrau kennen, die ihren Sohn Zachary mit in die Beziehung brachte.
Neben Lovers and Friends wurde Arrants als Seriendarsteller in mehreren Seifenopern wie Schatten der Leidenschaft, Another World, 1985 als Richard Cates in 52 Folgen von Zeit der Sehnsucht und in Search for Tomorrow bekannt; dort spielte er von 1978 bis 1984 den wohlhabenden Travis Tourneur Sentell und wurde für dessen Darstellung mit einem „Soapy“ ausgezeichnet.
Er war zudem einer der Bewerber für die Rolle des Buzz Cooper in der langjährigen Seifenoper Springfield Story, die schließlich an den Schauspieler Justin Deas ging. 1992 sprach er auch für eine Rolle in Jung und Leidenschaftlich – Wie das Leben so spielt vor.
Arrants war auch in zahlreichen Fernsehserien und Filmen zu sehen. So hatte er vor allem von den 1970er Jahren an bis in die späten 1990er Jahre Haupt- und Nebenrollen in Serien wie Die Straßen von San Francisco, Remington Steele, Simon & Simon, Die Fälle des Harry Fox, Cagney & Lacey, Raumschiff Enterprise – Das nächste Jahrhundert, Baywatch – Die Rettungsschwimmer von Malibu, Star Trek: Raumschiff Voyager und Profiler.
Er war aber auch in Filmen wie A*P*E mit Joanna Kerns, in Helter Skelter – Die Nacht der langen Messer im Jahr 1976 sowie in Dark Planet im Jahr 1997 zu sehen. Letzte Auftritte vor der Kamera hatte er 2005 in Chris Columbus’ Musicalverfilmung von Rent, die lose auf La Bohème basiert, und 2006 in der Filmkomödie The Darwin Awards.
Rod Arrants war über die Jahre auch Teilnehmer in diversen Panelshows: zwischen 1977 und 1979 in The Hollywood Squares, 1983 in der Rateshow Go und 1984 in Match Game, der Nachfolgesendung der Hollywood Squares Hour.
1977 und 1979 erschienen Interviews mit Arrants in der Washington Post und TV Guide, in denen er sich zu seiner bisherigen Karriere und zur Arbeit als „Soap-Darsteller“ äußerte. So sagte er: „You can say what you will about daytime television, but it’s the only place on network television where you get a chance to act. Look at the nighttime shows: they’re all action and reaction. On daytime, people still have conversations.“ (dt. „Man kann über das Tagesfernsehen sagen, was man will, aber es ist der einzige Ort im (…) Fernsehen, an dem man die Chance hat, zu schauspielern. Schauen Sie sich die Nachtsendungen an: da geht es nur um Aktion und Reaktion. Im Tagesprogramm unterhalten sich die Leute noch.“) In der TV-Guide-Ausgabe vom 11. August 1979 war er auch auf dem Titelblatt zu sehen.
Im deutschen Sprachraum wurde Rod Arrants unter anderem von Arnim André, Arne Elsholtz, Reinhard Glemnitz, Ulrich Gressieker, Jürgen Heinrich, Joachim Kerzel, Jürgen Kluckert, Volker Lechtenbrink, Manfred Lehmann, Axel Lutter, Jürgen Mai, Hans-Helmut Müller, Eberhard Prüter, Christian Rode, Jan Spitzer und Engelbert von Nordhausen synchronisiert.

## Auszeichnungen
Im Jahr 1979 wurde Arrants mit einem Soap Opera Digest Award (Soapy) in der Kategorie „Most Exciting New Actor“ (dt. Aufregendster neuer Schauspieler) für seine Darstellung in der Seifenoper Search for Tomorrow ausgezeichnet.

## Filmografie (Auswahl)

### Film
- 1970: Fools
- 1975: Linda Lovelace bläst zum Wahlkampf (Linda Lovelace for President)
- 1976: A*P*E
- 1976: Helter Skelter – Die Nacht der langen Messer (Helter Skelter)
- 1984: Spiel ums Leben (Vamping)
- 1997: Dark Planet
- 2001: Thank Heaven
- 2005: Rent
- 2006: The Darwin Awards

### Fernsehen
- 1972: Mannix
- 1973: Die Straßen von San Francisco
- 1975: Am Abgrund des Todes (The Lives of Jenny Dolan)
- 1977: Another World
- 1977–1978: Lovers and Friends
- 1980–1984: Henderson (auch: Search for Tomorrow)
- 1985: Dallas
- 1985: Remington Steele
- 1985: Zeit der Sehnsucht
- 1986: Die Fälle des Harry Fox
- 1986: Hunter
- 1986: Simon & Simon
- 1986: Cagney & Lacey
- 1986: Hotel
- 1987: Falcon Crest
- 1987: Spies
- 1987–1988: Schatten der Leidenschaft
- 1989: Jesse aus dem All (Hard Time on Planet Earth)
- 1989: Raumschiff Enterprise – Das nächste Jahrhundert
- 1989: Verschwörung in L.A. (Chameleons)
- 1990: Booker
- 1991: L.A. Law – Staranwälte, Tricks, Prozesse
- 1991: Paradise – Ein Mann, ein Colt, vier Kinder
- 1991: Verducci & Sohn (Top of the Heap)
- 1992: Baywatch – Die Rettungsschwimmer von Malibu
- 1994: One West Waikiki
- 1994: California Dreams
- 1995: Charlie Grace – Der Schnüffler (Charlie Grace)
- 1997: Spy Game
- 1998: Star Trek: Raumschiff Voyager
- 1998: Dharma & Greg
- 1999: Profiler